# 清水寺 (八戸市)
清水寺（せいすいじ）は、青森県八戸市是川にある真宗大谷派の寺院。山号は楞巌山（りょうごんざん）。観音堂は重要文化財に指定されている。

## 歴史
平安時代の高僧として知られる円仁（慈覚大師）が開山したと伝える。当初は天台宗であったが、1869年（明治2年）、浄土真宗に改宗した。
観音堂は1581年（天正9年）の建立であり、野外建築物としては青森県内で最古である。宝形造、茅葺。正面・側面とも3間で、円柱を貫と台輪で固める。組物は平三斗を詰組（柱間にも組物を置く）とし、軒は反りの強い二軒繁垂木（ふたのきしげだるき）とする。内部には来迎柱（仏壇後方の2本の柱）が立つ。それより正面側は大虹梁（だいこうりょう）を渡して柱を省略し、柱位置には虹梁上に大瓶束（たいへいづか）を立てて台輪を廻す。1980年（昭和55年）1月26日、重要文化財に指定された。

## 現地情報

### 所在地
- 青森県八戸市是川字中居18-2

### 交通アクセス
- JR本八戸駅より車7分

### 周辺施設
- 八戸市埋蔵文化財センター 是川縄文館